# 常珍奇
常珍奇，表字不詳，汝南郡人。南北朝時期人物。常珍奇本為南朝宋官員，宋明帝時因支持晉安王劉子勛政權而反抗建康朝廷，失敗後恐不獲明帝赦罪而降於北魏，但不久就起兵試圖叛魏南歸，雖為魏軍所敗但仍隻身南返，後事蹟不詳。

## 生平
泰始二年（466年），宋明帝即位不久即遭侄兒晉安王劉子勛挑戰其帝位，當時南朝宋國內大部分州郡皆支持劉子勛的政權，而常珍奇就正擔任綏戎將軍、汝南新蔡二郡太守周矜的司馬。周矜當時在懸瓠起兵支持宋明帝，並招集了一千多人，雍州刺史袁顗此時卻寫信招誘常珍奇，並以金鈴作為信物。常珍奇於是殺掉周矜，將周矜首級送給袁顗，袁顗亦以周矜二郡太守之職授予珍奇。
宋明帝以劉勔假輔國將軍，讓他領兵討伐支持子勛的豫州刺史殷琰，最初殷琰司馬劉順領軍於壽陽城東三百里處與劉順對峙，但劉勔派軍成功襲擊由杜叔寶所督的運糧部隊，並焚燒糧車，致令乏糧的劉順軍於五月一日（5月30日）自潰，劉順大眾潰散並奔壽陽，接著往淮西投奔常珍奇。劉勔亦得以統兵進圍壽陽，並在城外多處分建營壘。而常珍奇也派了周當及垣式寶領著數百人送器仗給殷琰，其中驍勇的垣式寶守壽陽北門，一次就帶著手下士兵開門突襲劉勔營壘，只因劉勔逃走得快，式寶只能掠奪到其衣服就退還。
及後，弋陽郡的西山蠻田益之也起兵支持宋明帝，及後更進攻守義陽的龐定光，珍奇就派三千人去支援定光，這支部隊屯駐在柳水。田益之面對珍奇所派的部隊以及定光父親龐孟虯所領的五千援軍望風潰散，然而孟虯在隨後進攻壽陽外的劉勔圍城部隊卻遭擊敗，此時淮西人鄭叔舉也起兵支持宋明帝，和常珍奇對抗。十月，守合肥的薛道標遭王廣之攻下城池，他帶著數十騎突圍投奔常珍奇。而其實劉子勛所據的尋陽在八月已經失陷，子勛亦已遇害，珍奇接到消息後終向宋明帝投降，明帝亦即以珍奇為司州刺史，汝南新蔡二郡太守；但他為了保險，亦派使者傳達歸附北魏的訊息。在壽陽隨殷琰投降的垣式寶亦叛歸常珍奇。十二月，迎降的北魏殿中尚书拓跋石到達上蔡，珍奇率麾下文武迎接，並開城門讓拓跋石軍入城，而劉順與淮西七縣部分平民不顧歸魏，盡皆南逃。
原本拓跋石想在汝水以北駐屯，不打算立即入城，但他在鄭羲的力勸下還是立即進城控制城內。當時城內常珍奇府中還有數百名珍奇親兵，拓跋石在城內顯得很鬆懈怠惰，只顧飲酒嬉戲，鄭羲又勸拓跋石嚴兵防備。當晚，常珍奇原本想派人燒官府廂屋，乘火作亂，但因看見拓跋石作出防備而沒有實行。翌日一早，鄭羲帶著白虎幡宣慰城內，安穩人心。事後，北魏以常珍奇為持節、平南將軍、豫州刺史，封河內公。常珍奇亦上表表示願意為北魏進攻南朝，以奪取長江以北土地，但其實心中還是不是真誠為魏效命。泰始三年（北魏皇興元年，467年）十二月，北魏徵召了常珍奇子常超越，常超越母親胡氏不想兒子入朝，就想南逃，加上劉勔也以書信勸常珍奇背叛北魏，常珍奇就決意反叛。他趁拓跋石外出進攻汝陰的機會以懸瓠城叛變，燒掉東門，殺了三百多名守軍，並虜掠上蔡、安城及平輿三縣的居民，然後屯於灌水。泰始四年（北魏皇興二年，468年）二月，宋明帝得知常珍奇反叛的消息後就以珍奇為使持節都督司北豫二州諸軍事、平北將軍、司州刺史、汝南太守，封新蔡縣侯，食邑一千戶，其子常超越及部將垣式寶亦獲授官和封爵；但拓跋石也於這月回軍進攻，大敗常珍奇，又趁黃昏入夜燒了珍奇的營壘，珍奇只得乘馬隻身逃走，南歸壽陽，常超越及垣式寶卻都被殺。

## 子女
- 常超越，《魏書》作常超，父親被拓跋石擊敗後逃到苦城，被人殺害。
- 常沙彌，幼子，父親逃走後被囚送到平城，受了宮刑成為閹人。